# Siphona verralli
Siphona verralli là một loài ruồi trong họ Tachinidae.